# Superfiniš
Superfiniš, mikrofiniš ili titrajuće glačanje je kratkohodno honanje, i postupak strojne obrade odvajanjem čestica kojim se postiže najveća kvaliteta stanja površine (od N1 do N3) i dimenzije točnosti od IT1 do IT3. To je postupak završne obrade vanjskih cilindričnih površina, koje su već prije pripremljene, fino obrađene za postupak superfiniša. Površina se obrađuje kamenima postavljenim u posebnu glavu. Pritisak je vrlo mali (oko 0,25 MPa). Glavno gibanje alata je oscilacijsko – glavna oscilacija alata je u smjeru osi obrađene površine, frekvencijom od 200 do 3000 duplih hodova u minuti i duljinom hoda do 6 mm. Obradak giba sporom posmičnom rotacijskom brzinom 10 do 50 m/min. Dodatno je još treće gibanje obratka – obradak aksijalno pomiče obrađenu površinu brzinom oko 5 mm/min. Dodatak za obradu je od 0,005 do 0,02 mm.
Alati za obradu strugotine su kameni, čija zrnatost i materijal granula ovisi o potrebnoj kvaliteti obrade i vrsti materijala koji se obrađuje. Prilikom obrade potrebno je ispiranje mjesta obrade i dobre rezultate ostvaruje ispiranje mineralnim uljima i petrolejom. Preporučena zrnatost je od 320 (od 320 do 60 μm) do 500 (od 20 do 40 μm).

## Alatni strojevi za superfiniš
Alatni strojevi za superfiniš se nazivaju titrajuće glačalice i to su uređaji s pomoću kojih se mogu na vanjskim cilindričnim plohama radnog komada postići najkvalitetnije finoće obrađene površine. Razlika između titrajućeg i vlačnog glačanja (honanje) je u finijem zrnu brusnog tijela, uz ispiranje određenom mješavinom mineralnog ulja i petroleja. Osim toga se glavnom reznom kretanju, tj. okretanju radnog komada, i posmičnom uzdužnom kretanju profiliranog prizmatičnog brusnog tijela, doda oscilirajuće (titrajuće) brzo kretanje brusnog tijela u uzdužnom smjeru, tj. u smjeru uzdužnog pomaka. To titrajuće kretanje brusnog tijela, elastično pritisnutog na cilindričnu površinu radnog komada, znatno povisuje učinak glačanja. Titrajuće glačanje profinjuje obrađenu površinu, ali nema utjecaja na geometrijski oblik.